# Roy Ashton
Roy Ashton (né le 16 avril 1909 à Perth, en Australie et mort le 10 janvier 1995  à Farnham dans le Surrey) est un maquilleur australien. Il est, avec Phil Leakey, le maquilleur emblématique des productions Hammer Films.

## Filmographie partielle
- 1955 : Dossier secret d'Orson Welles
- 1957 : Frankenstein s'est échappé de Terence Fisher
- 1959 : La Malédiction des pharaons de Terence Fisher
- 1959 : Le Chien des Baskerville de Terence Fisher
- 1960 : Les Maîtresses de Dracula de Terence Fisher
- 1960 : Les Deux Visages du Docteur Jekyll de Terence Fisher
- 1964 : L'Empreinte de Frankenstein de Freddie Francis
- 1964 : Le Secret de l'île sanglante (en) de Quentin Lawrence (en)
- 1966 : L'Invasion des morts-vivants de John Gilling
- 1966 : Dracula, prince des ténèbres de Terence Fisher
- 1966 : La Femme reptile de John Gilling
- 1970 : La Vie privée de Sherlock Holmes de Billy Wilder
- 1972 : Histoires d'outre-tombe  de Freddie Francis